# 기단반도

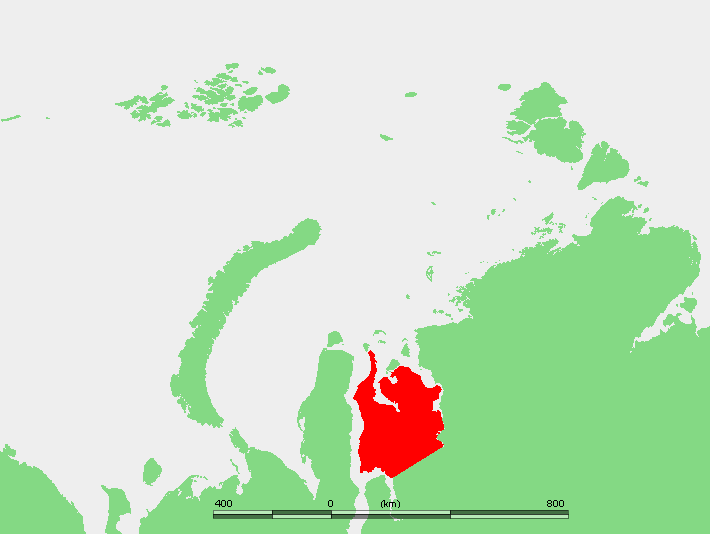
기단반도의 위치

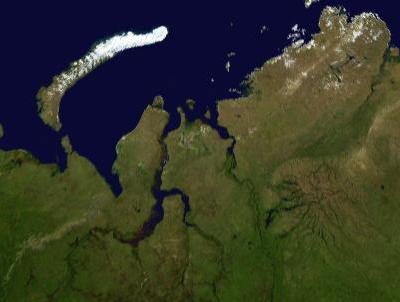
위성사진으로 찍은 기단반도의 모습

기단반도(러시아어: Гыда́нский полуостров)는 시베리아 연안의 카라해에 자리한 큰 반도이다. 남북으로 약 500km, 동서로 260km 정도 된다. 기단반도는 오브강(오브만)과 예니세이강(예니세이만)의 하구 사이에 놓여 있다. 기단반도의 남서쪽 경계는 타즈 하구로 갈려 있다.
기단반도는 대부분의 지형이 평탄하며 수많은 호수와 강이 있다. 토양은 영구동토이며 툰드라 지대로 덮여 있다.
기단반도는 여러 개의 갈래와 부속 반도가 속해 있어 카라해를 향해 뻗어 있는데, 그 해안가에는 올레니섬, 쇼칼스코고섬, 빌키츠키섬처럼 큰 섬들이 마주하고 있다. 북부 연안에는 좁고 깊은 칼몌르만과 그보다 더 작은 유라츠키만이 있다.
기단반도는 러시아 연방의 야말로네네츠 자치구에 위치해 있다. 지도에서는 '기단스키'(Gydansky) 내지는 '기단스키반도'로 표기되어 있기도 하다.
고고학계에서 잘 알려진 매머드 뼈대 발굴도 이 반도에서 이루어졌다. 현재 매머드 화석은 상트페테르부르크 자연사 박물관에 소장되어 있다.

## 같이 보기
- 야말반도